# Kerol Pejtman
Kerol Pejtmen (engl. Carole Pateman; Сасекс, 11. decembar 1940) je britanska feministkinja i politička teoretičarka. Doktorirala je na Oksfordskom univerzitetu. Od 1990. predaje na odseku za političke nauke na Univerzitetu Kalifornije u Los Anđelesu. 
Imenovana je članicom Britanske akademije 2007. godine. Od 2010. do 2011. bila je prva žena na mestu predsednika Američke asocijacije za političke nauke. Počasna je profesorka na Kardifskom univerzitetuu za evropske studije.
Godina 2012. dobila je nagradu za političke nauke Johan Šite. 

## Dela
- Ugovor i dominacija (ko-autor Čarls V. Mils), Polity Press, 2007.
- Ženski nered: Demokratija, feminizam i politička teorija, Polity Press, 1989.
- Polni ugovor, Stanford University Press, Stanford, California 1988
- Problem političke obligacije: Kritička analiza liberalne teorije, John Wiley and Son, 1979.
- Participacija i teorija demokratije, Cambridge University Press, 1970.